# 鳥苷酸環化酶偶聯受體
鳥苷酸環化酶偶聯受體（guanylyl cyclase-coupled receptor）又称受體鳥苷酸環化酶（receptor guanylate cyclase）、膜结合鸟苷酸环化酶（membrane-bound guanylyl cyclase），是一種單次穿膜的細胞表面受體，属于酶偶联受体（enzyme-linked receptor）家族的成员，其可在激活後催化鸟苷三磷酸（GTP）环化为环鸟苷酸（cGMP）。
細胞表面的鳥苷酸環化酶偶聯受體一般由兩部分組成，細胞外的受體部分（胞外配体结合区）和細胞內的鳥苷酸環化酶部分（胞内鸟苷酸环化酶催化区）。
鳥苷酸環化酶偶聯受體的一個例子是腎臟中的心房利鈉肽（ANP）受體NRP1、NRP2、NRP3。在心房感受到血流增多時，就會分泌ANP。ANP通過血液到達腎臟中的集合管時會與ANP受體結合並將之激活，產生的cGMP的生理學效應是促進鈉離子（Na+）在腎臟中的外排，進而促進水的外排，最終達到減少血流量的作用。另外，亦有處於細胞內的鳥苷酸環化酶偶聯受體，比如可溶性一氧化氮激活鳥苷酸環化酶（soluble NO-activated guanylate cyclase），會與細胞內的一氧化氮發生反應。